# 카이퍼대

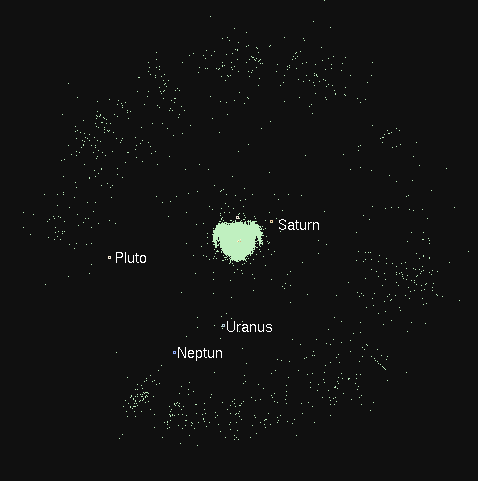
해왕성과 명왕성 궤도를 둘러싸고 있는 카이퍼대.

카이퍼대(영어: Kuiper Belt), 카이퍼 벨트, 또는 에지워스 카이퍼대(영어: Edgeworth-Kuiper belt)는 태양계의 해왕성 궤도(태양으로부터 약 30 AU)보다 바깥쪽의 황도면 부근에 있는, 천체가 밀집해 있고 구멍이 뚫린 원반형 영역이다. 바깥쪽 경계는 애매하지만 오르트 구름에 연속적으로 이어져 있다고 생각된다. 대략 48~50 AU까지로 정의되며 48~50 AU보다 바깥쪽을 산란 분포대라고 한다. 명왕성 밖의 궤도에서 새로운 천체가 발견된 것은 1992년으로, 이후 이와 비슷한 천체들이 800여 개나 발견되었다. 그러나 이보다 훨씬 앞선 1951년에 이미 네덜란드계 미국인 천문학자 제러드 카이퍼가 태양에서 상당히 멀리 떨어진 거리에 수많은 소천체들이 원반 모양으로 분포한다고 주장하였는데, 이로써 그의 주장이 입증된 것이다. '카이퍼 띠'라는 명칭은 여기서 유래한 것이다. 이들 작은 천체들은 기존의 작은 행성도, 새로 발견된 작은 행성도 아닌 얼음과 운석들의 집합체로, 거대한 띠 모양을 이루면서 태양의 주위를 공전한다. 천문학자들은 10만 개가 넘는 천체들이 100 km 이상인 것으로 추정하고 있는데, 이들 천체들은 46억 년 전 태양계가 생성될 당시 행성으로 성장하지 못하고 남은 천체들로 추정되고 있다. 대략 태양으로부터 45억∼75억 킬로미터 떨어진 곳에 분포한다.

## 관측 역사
해왕성 궤도의 바깥쪽에 있는 소천체를 통틀어 일컫는 말. "카이퍼 띠"라고도 한다. 태양으로부터 멀리 떨어져 있어 매우 어두운 곳이기 때문에 자세한 성질은 분명하지 않다. 미국 오클라호마 대학의 윌리엄 로머니신 박사와 스티븐 테글러 박사팀이 12개의 카이퍼 벨트 천체의 광도 변화를 측정하고, 자전 주기와 그 형태에 관해 얻은 단서에 의하면 광도 변화가 분명히 관측된 것은 가장 어두운 세 개로, 변화 주기는 3~5시간이었다. 이것은 불규칙한 형태를 한 천체가 자전을 하고 있기 때문이라고 생각된다. 그 경우 지구에서 본 겉보기 크기가 자전에 따라 변화함으로써, 1회의 자전에 대하여 겉보기 크기는 2주기의 주기로 변화한다. 따라서 관측된 광도 변화의 주기는 이들 천체의 자전 주기가 6~10시간이라는 것을 나타낸다. 밝은 카이퍼 벨트 천체에서는 광도 변화가 관측되지 않았다.

## 범위와 구분
카이퍼대는 정확하게는 단순한 태양과의 거리가 아니라 궤도의 궤도 길이 반경과 근일점 거리로 정의한다. 카이퍼대는 고전 카이퍼대와 산란 분포대(Scattered Disk)로 나뉜다. 또한, 여기에 추가로 E-SD(Extended Scattered Disk, 확장 산란 분포대)를 넣기도 한다. 안쪽 경계인 해왕성 궤도를 제외하고 다른 부분의 구분은 명확하지 않다.
- 고전 카이퍼대 : 궤도 길이 반경이 해왕성(약 30AU)보다 크고, 공전 주기가 해왕성의 약 2배가되는 크기(약 48- 50AU)이하인 영역으로 해왕성의 중력의 영향을 강하게 받는다. 이 부분을 카이퍼대라고 부르는 경우가 있다.
- 공명 카이퍼대 : 고전 카이퍼대 중에서도 특히 공전 주기가 해왕성과 정수 비율의 관계인 영역이다.
- 산란 분포대(산란 카이퍼대) : 궤도길이 반경이 약 48-400AU, 근일점 거리가 약 40AU이하인 영역으로, 근일점에서는 해왕성의 중력 영향을 받는다. 카이퍼대는 포함하지 않는다.
- 확장 산란 분포대 (Extended - Scattered Disk) : 궤도 길이 반경이 약 48-500AU 근일점 거리가 약 40-80AU인 영역이다. 해왕성의 중력 영향을 거의 받지 않는다. 일반적으로 카이퍼대는 포함하지 않는다.

대부분의 천체의 궤도 경사각은 10°이하에서 30°이며 이를 넘는 것은 거의 없다. 카이퍼대는 고리 형태의 평평한 디스크 형이라고 할 수 있다.
카이퍼대에 위치한 천체를 카이퍼대 천체(KBO) 라고 한다. 1951년 제러드 카이퍼는 단주기 혜성의 기원으로 카이퍼대를 예언한 바 있다. 카이퍼대 천체는 오랫동안 이론적으로만 존재하다가 1992년 처음 발견되었으며, 1992 QB1으로 명명되었다. 카이퍼대 천체가 충돌이나 중력 섭동을 받게 되면 안쪽으로 들어오기도 하는데, 이것이 단주기 혜성의 기원이다. 반대로 어떤 천체는 바깥으로 튕겨나가 오르트 구름의 구성원이 되기도 한다.

## 카이퍼대의 천체
카이퍼대의 천체를 에지 워스 카이퍼 벨트 천체(EKBO) 또는 카이퍼 벨트 천체(KBO), 카이퍼 천체(EKO)등 이라고 한다. 주로 물이 얼음으로 이루어진 작은 천체는 편의상 소행성으로 취급된다.
EKBO을 고전 EKBO과 공명 EKBO(자신과 같은 진동수를 가지는), 흩어진(scattered) KBO로 나눌 수 있다. 고전적 KBO는 보통 궤도거리가 약 30~50AU로 본다. 흩어진 KBO는 고전적 KBO에 비하여 궤도 이심률이 크다. 또한, 궤도 기울기도 더 큰 편이며, 근일점의 거리는 보통 35AU 정도로 보고 있다. 이 흩어진 KBO는 단주기혜성의 근원 중 하나인 것으로 추측되고 있다. 마지막으로 공명 KBO는 해왕성과 궤도 공명 관계에 있으며 해왕성과 공전주기의 비율에 따라 명왕성 족 등 여러 족으로 나뉜다. 또한 왜행성 에리스(Eris)처럼 산란원반에 있으며 이심률이 큰 천체는 산란 분포대 천체( SDO ) 또는 산란 카이퍼대 천체(SKBO)로 구분할 수 있다. 또한 근일점에서 76AU 밖에 떠도는 90377 세드나는 확장 산란 분포대 천체(E-SDO) 또는 오르트 구름의 천체로 생각 되고 있으며, 넓은 의미로 EKBO에 포함되지 않는다.
EKBO는 해왕성의 중력에 의해 태양계 내부에 산란되며 센타우루스 족과 단주기 혜성이 외부에 산란 시키며 산란 원반 천체가 된다. 산란 원반 천체가 GM의 부근에서 어떠한 원인으로 궤도를 방해 하면 근일점 거리가 성장해 E-SDO와 오르트 구름의 천체가 될 것으로 추측되고 있다. 궤도의 방해 요인으로는 EKB의 바깥 쪽을 공전하고 있는 천체, 산란 원반 영역에 진입 해온 떠돌이 행성 등을 생각할 수 있다.

## 역사
1943년 아일랜드의 천문학자 케네스 에지워스(Kenneth Edgeworth)와, 1951년 미국의 천문학자 제러드 카이퍼가 각각 황도면 가까운 곳에 혜성의 집합장소가 존재할 것이라 제안하였다. 한때는 모든 혜성의 기원이 오르트 구름이라고 생각했지만 관측 결과 대부분의 단주기혜성의 궤도 경사각이 0에 가까운 것에서, 단주기혜성의 기원은 원형의 오르트 구름이 아닌 원반형의 카이퍼대라고 추측하게 되었다.
한때 모든 혜성의 기원이 오르트 구름이라고 생각했다. 그러나 1980년 훌리오 페르난데스는 대부분의 단주기 혜성의 궤도 경사각이 0에 가깝기 때문에, 단주기 혜성의 기원은 구형 오르트 구름이 아닌 원반 모양의 에지워스 카이퍼대라고 주장했다. 1988년에는 마틴 덩컨, 토머스 퀸 스콧 토레메인이 시뮬레이션을 통해 오르트 구름에서 임의의 방향으로 오는 혜성이 실제 단주기 혜성에서 발견되는 1에 가까운 이심률이 되는 것은 있을 수 없는 일이라는 것을 보여 주었다. 이렇게 하여 카이퍼대의 존재는 널리 믿어지게 되었다. 그러나 결국 확증된 것은 아니며 혜성의 기원이 어디에 있는지는 불분명하며 밝혀지지 않았다.
1980년대부터 1990년대에 걸쳐 몇몇 팀이 가설상의 카이퍼대를 확인하기 위해 탐색을 시작했다. 그리고 1992년 8월, 제인 루(Jane Luu)와 데이비드 주잇(David Jewitt)이 태양에서 멀리 떨어진 소행성 1992 QB1을 발견했다. 곧 소행성의 궤도가 확정되자 1992 QB1은 카이퍼대 천체인 것이 판명되었다. 1992 QB1은(명왕성, 카론 제외) 최초의 KBO이며 명왕성보다 먼 최초의 소행성이다. 또한 후에 소행성 번호 (15760)가 주어졌으나 정식 이름은 붙지 않고 임시 이름을 그대로 줄여 'QB1'으로 불린다. 고전적 KBO의 대표적인 그룹인 큐비원족의 이름은 여기서 딴 것이다. 그 후 다음 해인 1993년에는 5개, 그 후엔 매년 10개 이상의 KBO가 발견되었고, 그 지역에 실제로 많은 천체가 존재한다는 것이 밝혀졌다.
2006년 시점에서 1,000개 이상의 EKBO가 발견되었다. 또한 명왕성과 카론도 EKBO로 분류되게 되었다.

## 탐사 계획
2006년 1월 19일에 발사된 미국항공우주국(NASA)의 탐사선 뉴 허라이즌스가 2015년 7월 14일 명왕성과 카론을 근접 비행하고
, 2019년 1월 1일에 카이퍼대 천체 2014 MU69를 스쳐지나가며 관측 할 예정이다.

## 같이 보기
- 소행성대
- 제9행성